# Allington (Lincolnshire)
Allington – wieś w Anglii, w hrabstwie Lincolnshire, w dystrykcie South Kesteven. Leży 35 km na południowy zachód od Lincoln i 166 km na północ od Londynu.